# Dalembert Markwart
(R. A. Salvatore, Il risveglio del demone)
Dalembert Markwart è un personaggio fantastico e il principale antagonista che compare nella prima trilogia della saga fantasy di Demon Wars scritta da R. A. Salvatore.

## Storia
Dalembert Markwart dedicò la sua esistenza a Dio ed entrò a St.Mere Abelle all'età di 20 anni.  La sua rapida ascesa nella gerarchia dell'Ordine abellicano fu merito dei suoi talenti nell'uso delle pietre magiche, che lo avevano reso il monaco più potente della Chiesa: a 33 anni diventò un maestro e appena un decennio dopo gli venne conferito il titolo di Padre Abate. 
Aveva avuto la fortuna di presiedere l'Ordine nella generazione benedetta dalla pioggia delle pietre e di essere testimone della più grande raccolta di gemme mai fatta a Pimaninicuit. Era destinato a diventare uno dei più riveriti Padri Abati della storia ma Avelyn Desbris cambiò tutto,  macchiando irrimediabilmente la sua reputazione: il monaco rinnegato aveva fatto di lui il primo Padre Abate che avesse sofferto l'ignominia di perdere alcune delle pietre sacre a lui affidate.
Manipolato dal demone

Questo evento trasformò  profondamente il vecchio prelato, rendendolo più cupo e sospettoso, al limite della paranoia: Markwart divenne disperato e ossessionato dal desiderio di vendicarsi di Avelyn, di vederlo morire e fargliela pagare per l'affronto subito. Quando St.Mere-Abelle venne assediata dalla flotta powrie, entrò in contatto con la voce interiore che lo ispirò sulle sue future azioni e gli concesse una maggiore comprensione e un maggiore potere sulle pietre magiche. Il Padre Abate si convinse che aveva trovato un canale per parlare direttamente con Dio, senza sospettare minimamente che lo spirito del demone dactyl avrebbe cominciato da quel momento a manipolarlo, fino a rendere il prelato la sua personale marionetta nel piano materiale. Markwart divenne più determinato e aggressivo, convinto di agire nell'interesse del mondo e per la realizzazione di un bene supremo che gli permetteva di sacrificare in modo barbaro e senza rimorsi la vita di un contadino pur di distruggere alcune navi powrie. Pur di avere un appiglio per far condannare di eresia Avelyn non esita a far torturare l'eroico Bradwarden e i coniugi Chilichunk, per estorcere loro informazioni vitali. Naturalmente le sue empietà non passarono inosservate destando malumori nell'Abate Dobrinion e nel barone Rocherfort Bildeborough, indignati per il trattamento riservato ai loro concittadini. Markwart non si fece intimidire e ispirato sempre dalle parole di Bestesbulzibar, scatenò contro i suoi oppositori la furia omicida dei Fratelli Giustizia che compirono il loro dovere senza difficoltà. Pettibwa e Graevis Chilichunk morirono infine per le sofferenze subite durante le torture privando il vecchio prelato di due preziosi testimoni nel processo d'accusa contro Avelyn. Il Padre Abate, inseguendo la sua ossessione, non si diede per vinto e ricorrendo a un testo proibito di stregoneria fece possedere i cadaveri dei due coniugi a perfidi spiriti oscuri convinto che: 
(R. A. Salvatore, L'apostolo del demone)
L'intervento di Elbryan e Pony distrugge però i preziosi corpi, costringendo il machiavellico Markwart ad un cambio di strategia che comunque gli permise di sbarazzarsi per sempre del Maestro Jojonah che venne bruciato al rogo per eresia.
Alla ricerca del predominio
Soddisfatta l'ossessione del prelato, il demone dactyl, a quel puntp, alimentò l'ambizione del Padre Abate che diede inizio alle manovre politiche per espandere il potere della Chiesa nella città di Palmaris, priva di un governatore. Elevato De Unnero al titolo di vescovo, il Padre Abate ordinò al suo sottoposto di riportare le pietre magiche sotto il controllo della Chiesa e di tormentare in ogni modo l'enclave behrenese, in modo da creare un nemico comune allo Stato e alla Chiesa.
Ancora una volta le nefandezze del prelato non passarono inosservate; il Re alla luce delle lamentele dei mercanti e delle suppliche dei behrenesi considerò fallimentare l'esperienza vescovile e si espresse per destituire De Unnero dalla sua posizione. Con i suoi accresciuti poteri, Markawart terrorizzò il sovrano durante notte, piegandolo rapidamente alla sua volontà.
Il Padre Abate successivamente si recò a Palmaris, sia per ostentare il proprio potere, sia per incontrare il Re e strappargli ulteriori concessioni e deleghe in favore della Chiesa, ma l'attentato compiuto da Pony modificò i suoi piani. Furente, diede la caccia alla donna e la sconfisse in un combattimento spirituale in cui riuscì a contaminare il bambino che ella portava in grembo; solo l'intervento di Lady Dasslerond impedisce a Markwart di uccidere Jilseponie. Ispirato dal demone partì per il nord dove catturò tutti i suoi nemici trascinandoli in catene fino a Palmaris e accrescendo ancora di più la sua influenza sul popolo: la sua ascesa in Honce-the-Bear venne bruscamente interrotta da Pony e da Elbryan che, in un violento scontro a Chasewind Manor, riuscirono a sconfiggere il Padre Abate. Cosciente come non accadeva da tempo, Markwart si rese conto della presenza, ormai debole, del demone. Il vecchio prelato morì tra le braccia di Fratello Francis, il suo attendente, riconoscendo i propri errori e lodando Avelyn per essere stato il primo ad aver scorto la verità.